# Солеварня

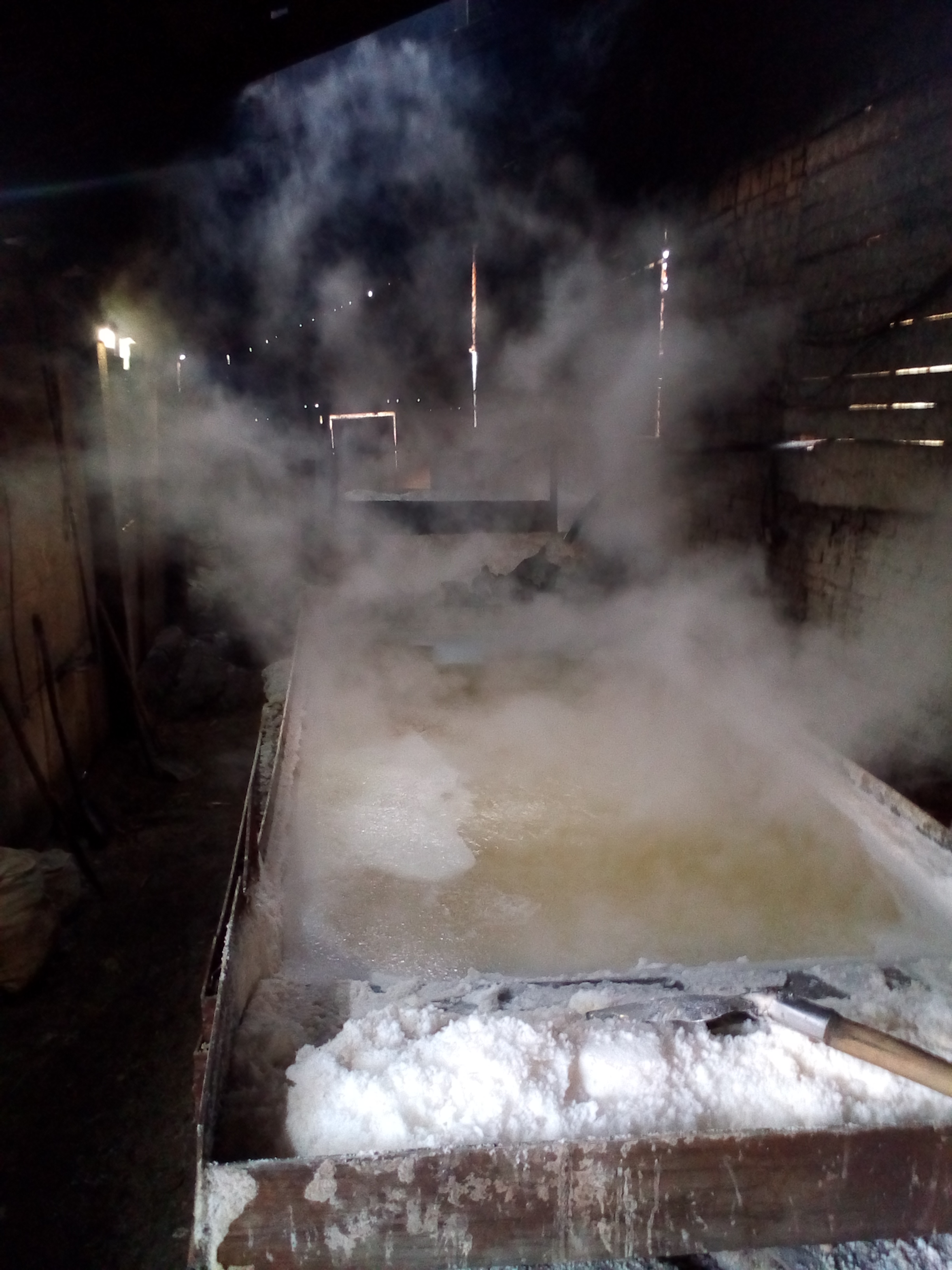
Черени для випарювання розсолу на Дрогобицькому солеварному заводі. 2019 рік.

Солева́рня, ва́рниця, соля́рня, саліна або жу́па — кустарне або мануфактурне підприємство для отримання солі з морської води, ропи або підземних соляних розсолів шляхом виварювання.

## Історія
В середньовічній Західній Європі солеваріння було розповсюджене в Західній Австрії (Зальцкамергут, Гальштат, Зальцбергверк, Галлейн), Центральній і Північній Німеччині (Ганновер, Гарц, Тюрингія, Галле-на-Залле, Унструт-Залле, Райхенгалл), Південно-Східній Польщі (Бохня, Величка), Румунії (Мармарош, Прахова, Альба Юлія, Вацау).
Перші солеварні з'явилися в Київській Русі-Україні в Х-ХІІ століттях, зокрема в Дрогобичі. Дрогобицький солеварний завод — один з найстаріших у Європі солеварних заводів та найстаріше постійно діюче підприємство України, у паспорті якого вказано як дату заснування заводу рік 1250-й. Солеварні заводи існували в XV столітті біля Трускавця, Стебника, Моршина, Дрогобича, у XVI столітті — Маяцькі та Торські солепромисли на Донеччині. Найбільше поширення солеварні отримали у XV-XVII століттях як єдина форма промислового виробництва солі.
Типова солеварня в давнину містила власне колодязь (свердловину, «вікно») з соляною ропою, варниці або бані — спеціальні споруди із гостроверхою шатроподібною надбудовою-вежею, через яку виводився димар для створення тяги. Готову сіль складували у спеціальних приміщеннях. Варили сіль спершу у казанах, згодом у плоских черенах (сковорідках, панвах) спеціально підготовлені люди — зваричі. Площа прямокутних сковорід складала 4,5 м², глибина — більше 0,3 м. Середня річна продуктивність солепромислів коливалася в широких межах — від 10-40 до 150—250 тис. пудів (приклад — Бахмутські і Торські промисли у 1730—1780 рр.).
Георг Агрікола так описував солеварню середньовіччя у своїй праці «De Re Metallica» (1556 р.):
| Солона вода вариться також у чренах, що розміщуються в будівлях поблизу колодязів, з яких її черпають. Ці будівлі зазвичай називають ім'ям будь-якої тварини або предмета, зображення якого зазвичай і поміщають на їх вивісках. Будівлі роблять із пічної глини або з фахверка, обмазаного густою глиною, іноді також з каменів або цегли. Цегляні стіни здебільшого мають у висоту 16 футів, і якщо покрівля височить на 24 фути, то передня та задня стіни повинні мати 40 футів, як і внутрішні стіни між ними. Покрівля кладеться з дощок довжиною 4 фути шириною фут і товщиною 2 пальці. Покрівельні дошки укріплені на довгих вузьких латках, що лежать на балках, внизу розходяться, а зверху скріплені. Під покрівельні дошки підкладають шар соломи з глиною товщиною 1 палець, а на них такий же шар соломи з глиною товщиною 1½ фута, щоб запобігти будівлю від пожеж і дощів і щоб зберегти в ній тепло, необхідне для сушіння солі. Кожна така будова розгороджена на три відділення. У першому зберігаються дрова та солома. У середньому, відгородженому від першого стіною, знаходиться піч, над якою і встановлюється чрен; праворуч поміщають чан, у який виливають розсіл, принесений носіями, ліворуч — лаву, на яку кладуть до 30 брил солі. Утричі більше солі можна скласти в задньому приміщенні, влаштованому з глини та золи та розташованому на 8 футів вище підлоги будівлі. На такій самій висоті від підлоги знаходиться і згадана лава. Солеварний майстер і його помічники, коли їм доводиться нести брили солі з черена, проходять з другого відділення солеварні в третє, піднімаючись праворуч від черена вгору не східцями, а по пологому підйому. Вгорі в задній стіні пророблено два віконця і ще третє в покрівлі, через які виходить дим із заднього та переднього відділень топки, що вловлюється пічним кожухом і піднімається під ним до цих віконець. Цей кожух складається з дощок, що трохи виступають одна за іншу і підтримуються двома балками, що в свою чергу лежать на балках будівлі. У середній стіні біля топки влаштований відкритий прохід заввишки 8 футів і шириною 4 фути, в який проникає легкий струмінь повітря, що спрямовує дим у заднє приміщення будівлі. Прохід такої ж висоти та ширини влаштований і в першій стіні. Обидва проходи настільки великі, що через них можна вносити дрова, солому, розсіл і виносити брили солі. При сильному вітрі ці проходи слід загороджувати, щоб вони не заважали солеварінню. У першій стіні вікна закріплені для того, щоб вони, затримуючи вітер, одночасно пропускали денне світло. Топку печі здебільшого викладають із соляного каміння та різного роду порід, змішаних із сіллю або зволожених соляним розчином. Така кладка сильно твердне від вогню. Її влаштовують довжиною 8½ фута, шириною 7¾ фута і при дров'яній топці висотою до 4 футів, а при солом'яній – 6 футів. В отвір, виконаний у залізній підставці, яка поміщається на поді пічного гирла, що має 3 фути в ширину, вставляють залізний стрижень довжиною до 4 футів; у пічне гирло кидають солому і засовувають її усередину. Чрени чотирикутні довжиною 8 футів, шириною 7 футів і глибиною ½ фута виготовляють з листів заліза або свинцю, що мають 3 фута завдовжки і стільки ж футів без 2 пальців завширшки. Але ці металеві листи не повинні бути занадто щільними для того, щоб у черенах вода на вогні швидше зігрівалася і уварювалася. Чим вода солоніша, тим швидше вона згущується в сіль. Ті місця чрена, де листи з'єднані залізними заклепками, обмазують замазкою з бичачої печінки, бичачої крові та золи, щоб соляний розчин не міг проступити назовні або випотівати. З кожної сторони середньої частини топки вкопують у землю по два чотиригранні стовпи довжиною до 3 футів, шириною і товщиною до ½ фута, причому вони повинні бути на відстані 1 фута один від одного і на 1½ фута вище за чрен. Після того, як чрен встановлений, на стінах вогнища поверх цих стовпів кладуть дві балки такої ж ширини і товщини, але довжиною 4 фута, що утримуються на них невеликими планками з виїмками. Поперек цих довгих балок кладуть три бруси довжиною 3 фута, шириною 3 пальці і товщиною 2 пальці на відстані 1 фута один від одного. На кожен з них навішують три загнуті залізні прути — два по обидва боки балок, а третій посередині. Ці залізні прутки довжиною 1 фут загнуті в гаки з обох кінців, причому один кінець загнутий праворуч, а інший – ліворуч. Нижні гаки вставляють у скоби, прибиті з обох боків цвяхами на дно чрена і посередині вигнуті назовні. Крім того, в цьому пристрої є ще два бруси довжиною 6 футів, шириною ¼ фута і товщиною 3 пальці. Один їхній кінець лежить під передньою балкою, а інший поверх задньої. На задні кінці цих брусів навішуються гачки загнутих залізних прутків, які мають довжину 2 фута та 3 пальці; нижні їх кінці, також загнуті в гаки, підтримують тут задню сторону чрена, яка не спирається повністю на обидва задні кути топки, але відстає від них приблизно на ⅔ фута, щоб вогонь і дим могли в цьому місці вириватися з топки. Ця задня сторона вогнища має товщину ½ фута і вище самого чрена на ½ фута. Таку ж товщину та висоту має середня стіна між топкою та третім відділенням будівлі. Ця стіна викладена із землі та золи, а не із соляних каменів, як інші стіни топки. Чрен лежить на двох передніх кутах топки та її стінах. Для того, щоб полум'я не вибивалося з топки з цих боків, їх густо покривають золою. Якщо цебро розсолу рівномірно розливається по всіх кутах чрена, то це є ознакою правильної установки чрена. |

## Сучасність
На початку ХХІ ст. сіль видобувають різними способами: одержання солі у розчинах, випарювання на сонці (озерна і морська сіль) у соляному ставку, підземне видобування кам'яної солі, випарювання солі вакуумним методом. У різних країнах технології солевидобування сильно відрізняються — від солеварень, де технологія збереглася з минулого — головним чином термічне випарювання солі з ропи, до сучасних автоматизованих виробництв, які базуються на вакуумуванні розсолів, новітніх йонообмінних технологіях тощо. Частка солеваріння у сучасному солевидобутку складає 35 %, ще 35 % — випарювання на сонці, 30 % — видобуток кам'яної солі.
Станом на 2019 рік в Україні працює Дрогобицький солевиварювальний завод.